# Eunidia pseudosenilis
Eunidia pseudosenilis là một loài bọ cánh cứng trong họ Cerambycidae.